# Desarrollo humano
Pour plus de détails, voir Fiche technique et Distribution.
Desarrollo humano (« Développement humain ») est un film documentaire espagnol réalisé par David Muñoz, sorti en 2007.

## Synopsis
L’Organisation des Nations unies (ONU) publie chaque année le Rapport du développement humain qui établit une classification des pays en se basant sur une série d’indicateurs sociaux, économiques, démographiques et sanitaires. Depuis cinq ans, la Norvège arrive en tête et apparaît comme le pays le plus développé de la planète, tandis que le Niger figure à la dernière place de cette prestigieuse liste et reste donc classé comme le pays le moins développé. Ce documentaire surgit de la volonté de connaître les personnes qui vivent dans ces pays-là, savoir ce qu’ils pensent, comment ils vivent et ce qu’ils ressentent. Mais, il nous montre aussi que le bonheur de chacun n’est pas forcément lié au concept de développement du pays en question.

## Fiche technique
- Réalisation : David Muñoz
- Production : Híbrida
- Scénario : David Muñoz
- Image : David Muñoz
- Montage : Alicia Medina, David Muñoz
- Son : Beltran Rengifo
- Musique : Philip Glass, Pink Floyd

## Récompenses
- Trimedia FF 2007
- International Panorama of Independent Film and Video Makers Greece 2007
- Orlando Hispanic FF 2007
- Rockport Texas IFF 2007
- Philadelphia Documentary & Fiction FF 2007
- Calgary Fringe FF 2007
- IV Annual Montana FF